# Panerai

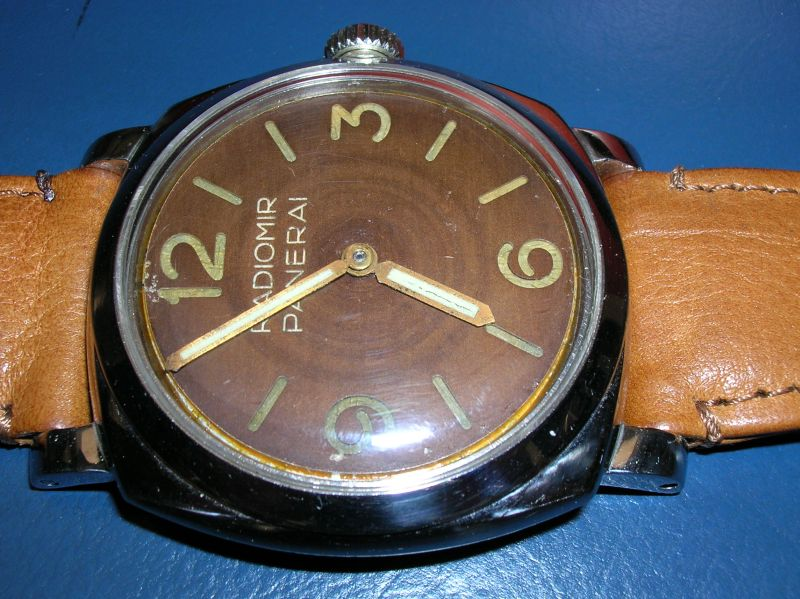
Панераї-Радіомір, найвідоміший наручний годинник фірми Panerai

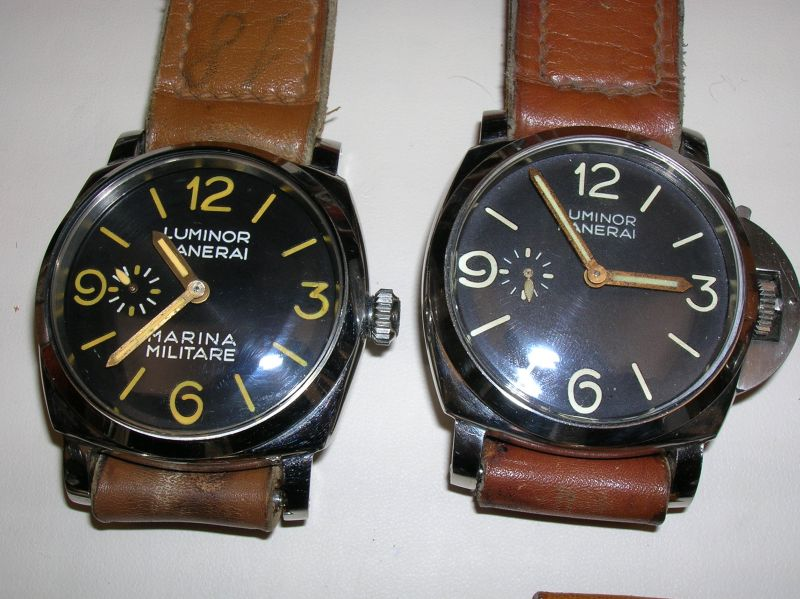
Годинники фірми Panerai «Marina Militare»

Панераї або Оффічіне Панераї — італійський виробник годинників класу люкс. Осідок фірми знаходиться в Мілані. Виробництво — в швейцарському Невшателі. Штат фірми — 40 працівників. Фірма входить до швейцарського холдингу з виробництва товарів класу люкс Рішмон-групп.

## Історія
Фірма була заснована Джованні Панераї в 1860 році у Флоренції. Фірма Panerai відома насамперед своїми годинниками Панераї-Радіомір, що вироблялися з 1938 до 1993 року. У цих годинниках використовувалася спеціальна речовина «Радіомір», яка особливо добре світилася в сутінках, у темряві та на великій глибині, тож годинники Панераї-Радіомір входили в оснащення спеціального загону італійської армії Ґамма. Загалом було виготовлено 350 штук.
З 1993 року фірма виробляє нову версію своїх «підводних» годинників: Luminor та Luminor Marina, загалом було вироблено 1000 таких годинників.
Годинники Панераї стали особливо популярним товаром класу люкс після того, як такий годинник (модель «Luminor Logo» № 5218/201-A) обрав Сільвестр Сталлоне й ненав'язливо демонстрував у фільмі «Daylight». У фільмах Рембо він також має на собі годинник Панераї «Marina Militare».

## Годинникові лінії
Панераї має декілька ліній годинників:
- Історична лінія: «Luminor Base», «Luminor Marina» та «Radiomir»
- Сучасна лінія: «Luminor Marina Automatic», «Luminor Submersible», «Luminor GMT», «Luminor Chrono», «Luminor Powerreserve», «Radiomir GMT», «Radiomir GMT Alarm» та «Radiomir Chrono».
- Різні моделі спеціального випуску, наприклад PAM 194 «La Bomba», 47 мм в діаметрі, 19 мм завтовшки, витримує глибину до 2500 м.